# Rhomboptila delicata
Rhomboptila delicata är en fjärilsart som beskrevs av W. Warren 1894. Rhomboptila delicata ingår i släktet Rhomboptila och familjen mätare. Inga underarter finns listade.